# 本折村
本折村（もとおりむら）は石川県能美郡にあった村。現在の小松市向本折町・須天町にあたる。

## 地理
- 河川 ： 前川

## 歴史
- 1889年（明治22年）4月1日 - 町村制の施行により、向本折村及び須天村（すあまむら）の区域をもって、本折村が発足する。
- 1907年（明治40年）8月5日 - 本折村、浅井村及び蓮江村が合併して、苗代村が発足する。